# Макс Фінчгау
Макс Фінчгау (нім. Maximilian Heinrich Christof Leopold Carl Ritter von Vintschgau zu Altenburg und Hohenhaus; 4 листопада 1832 — 25 липня 1913) — австрійський медик, фізіолог, доктор медицини, член Леопольдини.

## Біографія
Макс Фінчгау народився 4 листопада 1832 року у Вілтені поблизу Інсбрука (нині міський район Інсбрука). Вивчав медицину в Падуанському університеті, а потім у Віденському університеті. 4 березня 1856 року у Відні захистив докторську дисертацію.
З 1860 року Фінчгау працював професором фізіології в Падуанському університеті, з 1867 року обіймав ту ж посаду в Карловому університеті, а в 1870 році перевівся до Інсбруцького університету. П'ять разів обіймав посаду декана медичного факультету, а в 1874/75 та 1881/82 академічних роках був ректором Інсбруцького університету.
Наукові праці М. Фінчгау висвітлюють теми фізіології органів відчуттів та нервової системи людини і хребетних тварин.
Серед численних праць ученого найбільш відомими є:
- «Ricerche sulla sfcruttura microscopica della Retina dell'Uomo, degli Animalt vertebrati e dei Cefalopodi» («Sitz.-ber. Mat.-naturw. Kl. Akad. Wiss. Wien», 1853);
- «Ueber die Wirkung des Physostigmins auf Amphibien» (ib., 1867);
- «Untersuchungen über die Frage, ob die Geschwindigkeit der Fortpflanzung der Nervenerregung von der Reizstärke abhängig ist» («Pflüg. Arch.», 1882, 1887): «Physiologische Analyse eines ungewöhnlichen Falles partieller Farbenblindheit» (ib., 1891—1896);
- «Die Folgen einer linearen Längsquetschung des Froschherzens» (ib., 1899).

Макс Фінчгау помер 25 липня 1913 року в містечку Штайнах-ам-Бреннері, округ Інсбрук-Ланд, земля Тіроль, Австрія.